# Jan Klimków
Jan Klimków (ur. 21 grudnia 1998 w Grodkowie) – polski piłkarz ręczny, obrotowy, od 2017 zawodnik Gwardii Opole.

## Kariera sportowa
Wychowanek Olimpu Grodków, w którego barwach rozegrał w latach 2015–2017 31 meczów w I lidze i zdobył 36 goli.
W 2017 został zawodnikiem Gwardii Opole, z którą podpisał trzyletni kontrakt. W Superlidze zadebiutował 2 września 2017 w wygranym meczu z Piotrkowianinem Piotrków Trybunalski (31:22), zaś pierwszą bramkę rzucił 23 września 2017 w przegranym meczu z Wisłą Płock (20:32). W sezonie 2017/2018 rozegrał w najwyższej klasie rozgrywkowej 23 mecze i zdobył 20 goli, a ponadto wystąpił w czterech spotkaniach Pucharu EHF. W sezonie 2018/2019 rozegrał w Superlidze 31 meczów i zdobył 51 goli, zaś w Pucharze EHF zanotował dwa występy, w których rzucił dwie bramki.
W 2017 uczestniczył w mistrzostwach świata U-19 w Gruzji, w których rozegrał siedem meczów i rzucił 12 bramek. W 2018 wystąpił w mistrzostwach Europy U-20 w Słowenii, podczas których zdobył osiem goli w siedmiu spotkaniach. W październiku 2018 zadebiutował w reprezentacji Polski B, grając w wygranym towarzyskim dwumeczu z Czechami B (35:24, 31:25), w którym rzucił trzy bramki.
W sierpniu 2017 został po raz pierwszy powołany przez trenera Piotra Przybeckiego na konsultację szkoleniową reprezentacji Polski w Płocku. W kadrze narodowej zadebiutował 12 grudnia 2018 w przegranym meczu towarzyskim z Niemcami (23:35).

## Statystyki
| Olimp Grodków                   | 2015/2016 | I liga    | 18 | 11 | 0,6 |
| Olimp Grodków                   | 2016/2017 | I liga    | 13 | 25 | 1,9 |
| Olimp Grodków                   | Razem     | Razem     | 31 | 36 | 1,2 |
| Gwardia Opole                   | 2017/2018 | Superliga | 23 | 20 | 0,9 |
| Gwardia Opole                   | 2018/2019 | Superliga | 31 | 51 | 1,6 |
| Gwardia Opole                   | Razem     | Razem     | 54 | 71 | 1,3 |
| Stan na koniec sezonu 2018/2019 |           |           |    |    |     |